# Beaupré (marine)
Pour les articles homonymes, voir Beaupré.

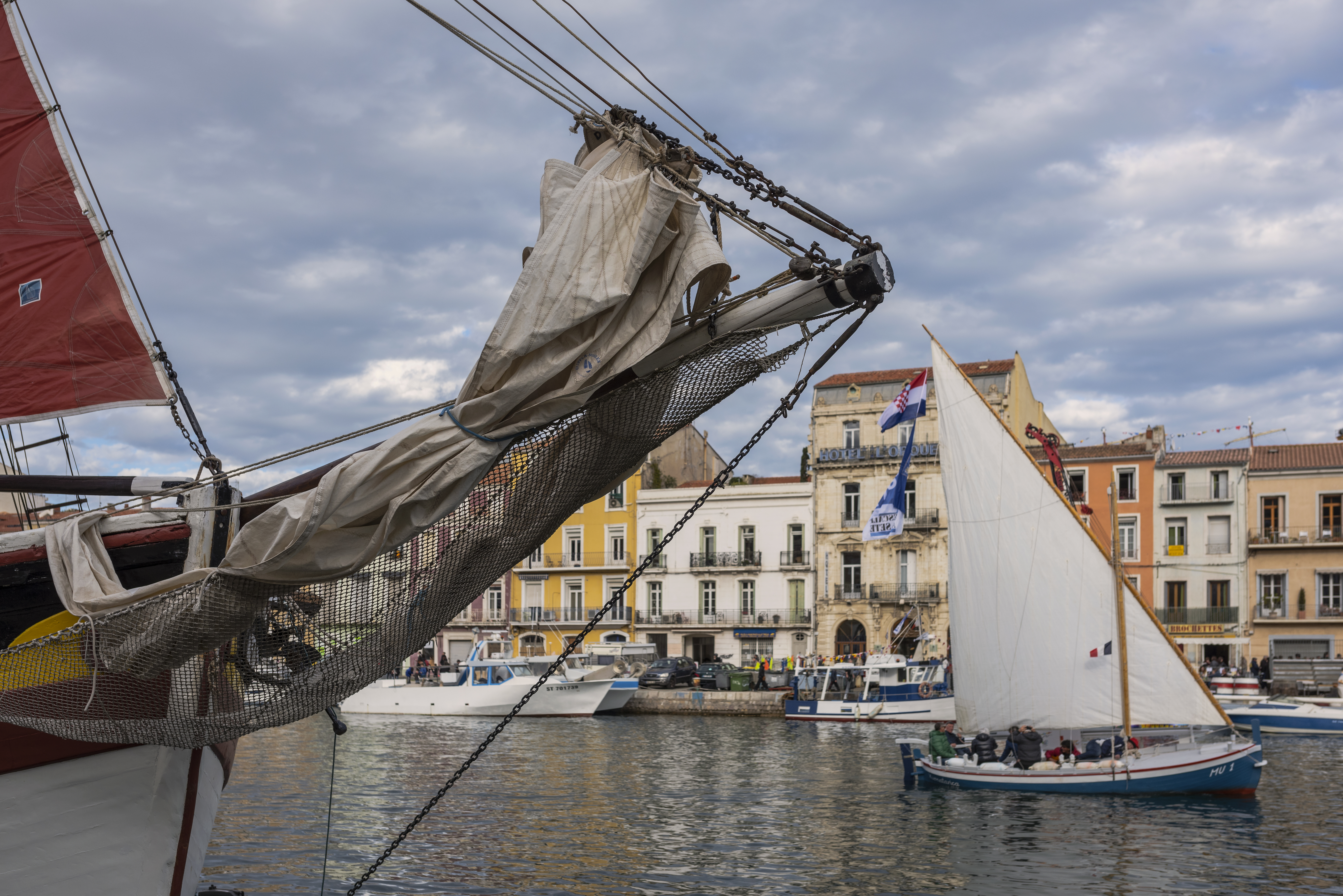
Le mât de beaupré du Vieux Crabe (1951), pendant l'Escale à Sète

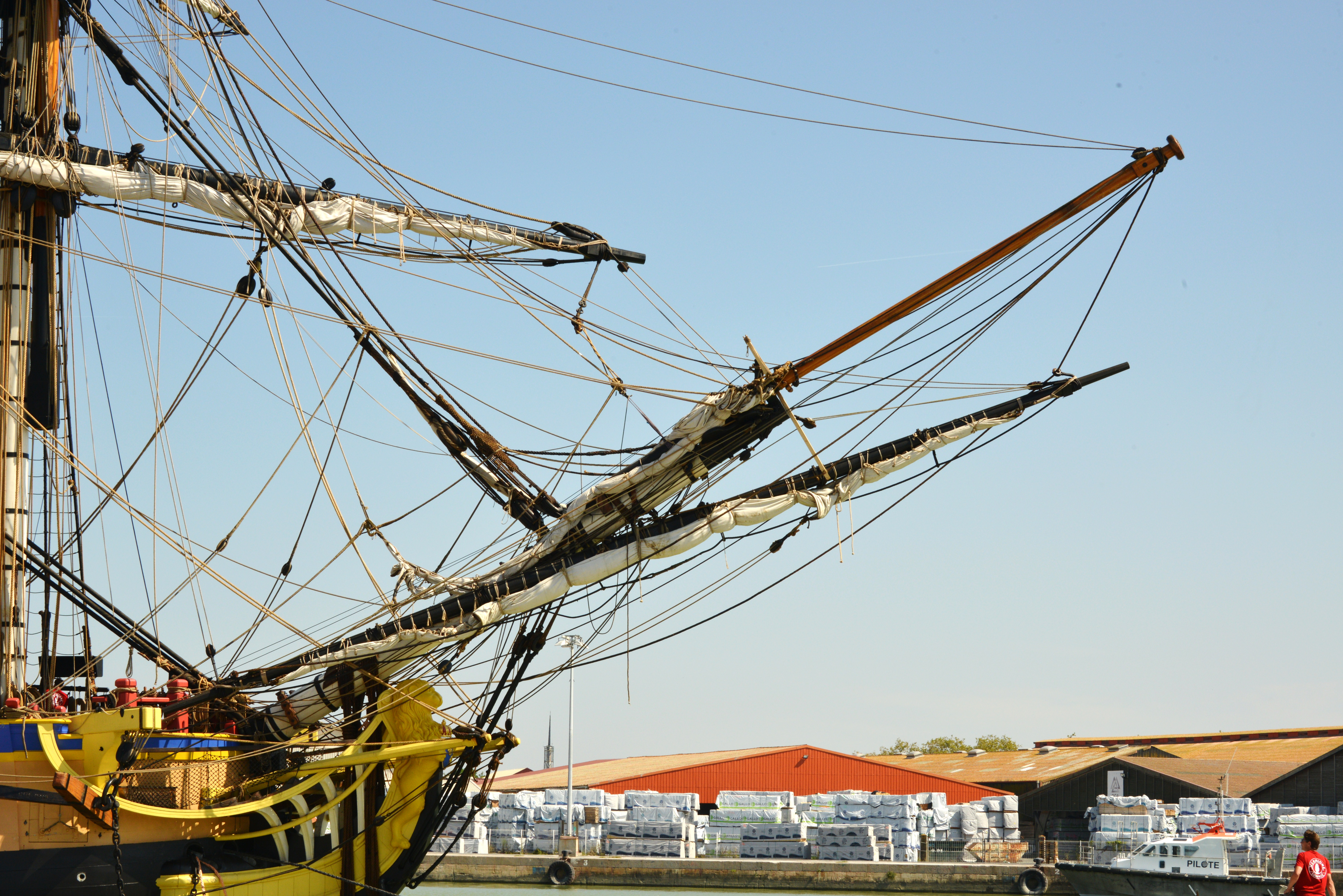
Beaupré de LHermione (Rochefort-sur-Mer). La civadière est serrée (pliée et rabantée le long de la vergue).

Le mât de beaupré ou beaupré (bowsprit en anglais), est un mât dit majeur (clé de mâture) d'un voilier. Il se trouve à la proue d'un navire, fortement incliné vers l'avant. Il est anciennement appelé dolon.

## Présentation
Le beaupré fait partie des espars, mais il n'est pas compté dans le nombre de mâts pour ce qui concerne la dénomination d'un navire (trois-mâts, quatre-mâts...).
Destiné à avancer le centre de voilure, il supporte les étais avant du mât le plus à l'avant et les amures des focs (clinfocs, focs volants...). 
Il est fréquemment renforcé en partie inférieure par une ou des sous-barbe(s), résistant aux efforts des étais du mât avant. Il peut porter un mâtereau et/ou une voiles carrée en partie basse, la civadière. 
Sur les grands voiliers, il est souvent prolongé par des bouts-dehors : un bâton de foc, lui-même quelquefois prolongé par un bâton de clinfoc. Le bout-dehors peut lui-même porter une contre-civadière.
| Schéma des pièces de beaupré   | Schéma des pièces de beaupré | Termes anglais |
|                                | A - Mât de beaupré sensu stricto B - Bâton de foc C - Bâton de clinfoc D - Etai de foc E - Étai de perroquet de misaine F - Étai de foc volant G - Étai de cacatois de misaine H - Étai du mât de hune I - Étai avant extérieur J - Étai avant intérieur IJ - Étais avants | A - Bowsprit B - Sprit topmast C - Flying jib boom D - Jib stay E - Fore topgallant stay F - Flying jib stay G - Fore royal stay H - Topmast stays I - Outer forestay J - Inner forestay IJ - Forestay |
| Schéma des pièces d'un beaupré | 1 - Bâton de foc 2 - Mât de beaupré sensu stricto 3 - Étai avants (de trinquette) 4 - Étai du mât de hune 5 - 6 - 7 - 8 - 9 - 10 - Arc-boutant de martingale 11 - 12 - 13 - Sous-barbe 14 - 15 - 16 - 17 - Martingale                                                      | 1 - Sprit topmast 2 - Bowsprit 3 - Forestay 4 - Topmast stays 5 - 6 - 7 - 8 - 9 - 10 - Dolphin striker 11 - 12 - 13 - Bobstay 14 - 15 - 16 - 17 - Martingale stay                                      |
|                                | | |

## Galerie d'images
|  |  |  |